# Сигові
Сигові (Coregoninae) — підродина прісноводних риб родини Лососеві (Salmonidae).

## Опис
Великі чи дрібні риби з подовженим тілом, добре розвиненою бічною лінією, досить великою лускою і жировим плавцем. Тіло завдовжки від 8 до 150 см, вага від 4 г до 40 кг. Відрізняються від інших лососевих значно більшою лускою, кількість якої значно менша, ніж у лососевих, меншим розміром роту, відсутністю зубів на щелепах, глибокою виїмкою хвостового плавця. Забарвлені, як правило, однотонно: боки тіла — сріблясті, без плям.
Залежно від способу харчування, сигові мають різну будову рота: верхню (верхня щелепа коротша нижньої), кінцеву (щелепи однієї довжини) і нижню (верхня щелепа довша нижньої).

## Поширення
Поширені в арктичних річках і солоноватоводних морях, а також у гірських річках і озерах північних районів Європи, Азії та Північної Америки.

## Види
Відомо понад 70 видів:
- Coregonus albellus
- Coregonus albula
- Coregonus alpenae
- Coregonus alpinus
- Coregonus arenicolus
- Coregonus artedi
- Coregonus atterensis
- Coregonus autumnalis
- Coregonus baicalensis
- Coregonus baunti
- Coregonus bavaricus
- Coregonus bezola
- Coregonus candidus
- Coregonus chadary
- Coregonus clupeaformis
- Coregonus clupeoides
- Coregonus confusus
- Coregonus danneri
- Coregonus fatioi
- Coregonus fera
- Coregonus fontanae
- Coregonus gutturosus
- Coregonus heglingus
- Coregonus hiemalis
- Coregonus hoferi
- Coregonus hoyi
- Coregonus huntsmani
- Coregonus johannae
- Coregonus kiyi
- Coregonus laurettae
- Coregonus lavaretus
- Coregonus lucidus
- Coregonus lucinensis
- Coregonus macrophthalmus
- Coregonus maraena
- Coregonus maxillaris
- Coregonus megalops
- Coregonus migratorius
- Coregonus muksun
- Coregonus nasus
- Coregonus nelsonii
- Coregonus nigripinnis
- Coregonus nilssoni
- Coregonus nobilis
- Coregonus oxyrinchus
- Coregonus palaea
- Coregonus pallasii
- Coregonus peled
- Coregonus pennantii
- Coregonus pidschian
- Coregonus pollan
- Coregonus reighardi
- Coregonus renke
- Coregonus restrictus
- Coregonus sardinella
- Coregonus stigmaticus
- Coregonus subautumnalis
- Coregonus suidteri
- Coregonus trybomi
- Coregonus tugun lenensis
- Coregonus tugun tugun
- Coregonus ussuriensis
- Coregonus vandesius
- Coregonus wartmanni
- Coregonus widegreni
- Coregonus zenithicus
- Coregonus zuerichensis
- Coregonus zugensis
- Prosopium abyssicola
- Prosopium coulterii
- Prosopium cylindraceum
- Prosopium gemmifer
- Prosopium spilonotus
- Prosopium williamsoni
- Stenodus leucichthys